# Aleksandr Drenteln
Aleksandr Romanowicz Drenteln (ros. Александр Романович Дрентельн, ur. 24 lutego?/7 marca 1820 w Kijowie, zm. 3 lipca?/15 lipca 1888 tamże) – rosyjski działacz państwowy i wojskowy, generał piechoty, ostatni kierownik III Oddziału Kancelarii Osobistej Jego Cesarskiej Mości.

## Życiorys
Był synem Romana Drentelna, rosyjskiego wojskowego i jego żony Warwary Aleksandrowny zd. Jeropkiny. W wieku siedmiu lat stracił jednak oboje rodziców i wychowywał się odtąd w Aleksandryjskim korpusie kadetów dla sierot. Następnie został przeniesiony do I korpusu kadetów. W 1838 został chorążym w Lejb-Gwardyjskim Fińskim Pułku, w którym służył przez kolejne szesnaście lat z krótką przerwą na służbę w Lejb-Gwardyjskim Pułku Grenadierów. W 1855 został mianowany dowódcą pułku grenadierów arcyksięcia Franciszka Karola. Następnie w 1859 został dowódcą Izmajłowskiego Pułku Lejbgwardii w stopniu generała majora. W 1862 przejął dowództwo nad I gwardyjską dywizją piechoty. Działał na rzecz poprawy bytu żołnierzy w związku z reformą wojskową Aleksandra II. Po wybuchu powstania styczniowego jego dywizja została skierowana do Wileńskiego Okręgu Wojskowego; od czerwca do października 1863 dowodził wszystkimi siłami rosyjskimi na terenie okręgu i stał się zaufanym współpracownikiem generał-gubernatora Michaiła Murawjowa. W 1867 awansował na generał-adiutanta.
W 1872 został dowódcą Kijowskiego Okręgu Wojskowego. W czasie wojny rosyjsko-tureckiej dowodził początkowo siłami rosyjskimi działającymi na ziemiach tureckich na kontynencie europejskim, a następnie dowódcą wojsk znajdujących się na tyłach. Po zakończeniu działań wojennych w 1878 objął stanowisko szefa III Oddziału Kancelarii Osobistej Jego Cesarskiej Mości i dowódcy Samodzielnego Korpusu Żandarmów. Opowiadał się za stosowaniem surowych represji w walce z ruchem rewolucyjnym Narodnej Woli. W 1879 przeżył zamach na swoje życie zorganizowany przez rewolucjonistę Mirskiego.
Kierował III Oddziałem do 1880, gdy został on rozwiązany i zastąpiony przez Najwyższą Komisję Zarządzającą. Nie godząc się z tą decyzją, odszedł z funkcji dowódcy żandarmów. W tym samym roku wszedł do Rady Państwa, a następnie został mianowany p.o. generał-gubernatora odeskiego oraz dowódcą wojsk odeskiego okręgu wojskowego. W 1881 został generał-gubernatorem kijowskim. W tym samym roku, po fali pogromów, wykazał się wrogą wobec Żydów postawą. Przedstawiając ministrowi spraw wewnętrznych wyniki prac komisji badających wydarzenia w guberniach kijowskiej, podolskiej i wołyńskiej stwierdził, że przyczyną antagonizmów między Żydami i chrześcijanami była odmienność i cechy charakterystyczne samych Żydów, a zatem to oni byli w istocie winni zaistniałej sytuacji. Sugerował odebranie Żydom-rzemieślnikom uprawnień, jakie posiadali, jak również nałożenie na Żydów zakazu osiedlania się w określonych wsiach i miastach, w tym w Kijowie.
Zmarł nagle w czasie parady wojskowej z okazji 900. rocznicy chrztu Rusi.